# Hans Räde
Hans Räde (* 4. November 1921 in Nauen; † 1. März 2018 in Berlin) war ein deutscher Maler und Grafiker. Er gilt als Nestor der Marinemalerei der DDR.

## Leben und Werk
Räde machte 1936 in Nauen das Abitur und danach bei den Heinkel-Werken in Oranienburg eine Ausbildung zum Flugzeugbauer. Ab 1939 nahm er als Soldat der Flakartillerie am Zweiten Weltkrieg teil. Von 1945 bis 1946 arbeitete er als Landarbeiter. 1946 studierte er bei Eva Schwimmer an der Hochschule für Angewandte Kunst Berlin-Weißensee, von 1947 bis 1948 bei Walter Münze an der Kunstgewerbeschule Leipzig und dann bis 1949 bei Max Schwimmer an der Hochschule für Grafik und Buchkunst.
1949 erhielt er vom Kinderbuchverlag Berlin den Auftrag zur Illustration des Buches „Logger im Bau und auf See“ von Bernhard Schuster, das 1952 erschien. Damit begann für ihn das besondere Interesse für maritime Themen und das Küstenland an der Ostsee. Er bekam in der Folgezeit Illustrations-Aufträge u. a. vom Fischkombinat Rostock, von Werften, der Deutschen Seereederei und der Volksmarine der DDR.
Bis 1953 arbeitete Räde als Bild- und Umbruchredakteur. Danach war er bis 1955 in Berlin, in Fürstenwalde/Spree als freischaffender Grafiker tätig, wobei er vor allem als Gebrauchsgrafiker und Buchillustrator tätig war. 1956 zeichnete er den Comic „Colli’s wundersame Reise“ für die Zeitschrift Jugend und Technik und 1957 „In den Bergen des Atlas“ für die Zeitschrift Atze. Für das Kindermagazin „Trommel“ illustrierte er eine Anzahl von politischen Comics.
Räde erhielt eine Vielzahl von Illustrationsaufträgen insbesondere vom Militärverlag, vom Verlag des Ministeriums des Innern der DDR, den Verlagen Sport und Technik, Neues Leben, Kultur und Fortschritt und Junge Welt. Illustrationen schuf er auch für eine große Anzahl der Hefte der Reihe „Krimi – Abenteuer – Phantastik“.
Räde war Mitglied des Verbands Bildender Künstler der DDR und hatte in der DDR eine bedeutende Anzahl von Einzelausstellungen und Ausstellungsbeteiligungen. Viele seiner Arbeiten stilisieren die Politik der DDR, so der Zyklus von sieben Lithografien „Das sicher sei was uns lieb ist“ (1971), der das Leben der DDR-Grenzsoldaten zeichnet, oder die Serie von Gouache-Zeichnungen „Kampfgruppe der Arbeiterklasse der DDR“ (1985).
Er erhielt in der DDR für seine politisch konforme künstlerische Arbeit mehrere staatliche und gesellschaftliche Auszeichnungen.
Rädes Urnengrabstätte befindet sich auf dem Friedhof Berlin-Baumschulenweg.

## Ehrungen (Auswahl)
- 1969: Ehrennadel der Gesellschaft für Deutsch-Sowjetische Freundschaft in Gold
- 1969: Ernst-Schneller-Medaille in Silber
- 1974: Verdienstmedaille der DDR
- 1976: Theodor-Körner-Preis
- 1977: Dr. Theodor-Neubauer-Medaille in Bronze

## Werke (Auswahl)
- Logger auf der Taktstraße in der Volkswerft Rostock (Pastell, 1952)[5]
- Sowjetische Schlachtflieger bei der Vernichtung der faschistischen Eindringlinge (Pastell, 1952)[6]
- Garnisonsstädte (Serie von zehn Aquarelle; Auftragsarbeit für die Grenztruppen der DDR)[7]
- Auf den Spuren Lenins (Entwurf für 32 Karten eines Spielquartetts. Verlag Rudolf Forkel, Pößneck, 1969)[8]

## Ausstellungen (Auswahl)

### Einzelausstellungen seit der deutschen Wiedervereinigung
- 2001: Rostock, Galerie am Mönchtor
- 2011: Fürstenwalde/Oder, Galerie Fischmühle
- 2011/2012: Rostock, Schiffbau- und Schifffahrtsmuseum („Hans Räde – Maler und Seemann ehrenhalber“)
- 2014: Bad Saarow, Helios-Kliniken
- 2016: Rostock, Kleine Galerie im Hafenhaus („Schiffe – Menschen – Schicksale“)

### Teilnahme an zentralen und wichtigen regionalen Ausstellungen in der DDR
- 1954 bis 1986: Berlin, vier Bezirkskunstausstellungen
- 1966: Berlin, Nationalgalerie („Klassenbrüder –Waffenbrüder“)
- 1970: Berlin, Altes Museum („Im Geiste Lenins“)
- 1970: Berlin, intergrafik
- 1971: Berlin, Altes Museum („Das Antlitz der Arbeiterklasse in der bildenden Kunst der DDR“)
- 1972: Frankfurt/Oder („Für Kinder gemalt“)
- 1981: Dresden („25 Jahre NVA“)
- 1986/1987: Suhl („Das sicher sei, was uns lieb ist“. Ausstellung zum 40. Jahrestag der Gründung der Grenztruppen der DDR)